# West Point (Geórgia)
West Point é uma cidade localizada no estado americano de Geórgia, no Condado de Harris e Condado de Troup.

## Demografia
Segundo o censo americano de 2000, a sua população era de 3382 habitantes.
Em 2006, foi estimada uma população de 3352, um decréscimo de 30 (-0.9%).

## Geografia
De acordo com o United States Census Bureau tem uma área de 11,8 km², dos quais 11,5 km² cobertos por terra e 0,3 km² cobertos por água.

## Localidades na vizinhança
O diagrama seguinte representa as localidades num raio de 24 km ao redor de West Point.